# 김태진 (1977년)
김태진(한국 한자: 金泰鎭, 1977년 4월 2일 ~ )은 대한민국의 전 프로 축구 선수이다. 포지션은 골키퍼이다.